# 政治文化
政治文化（せいじぶんか 英：Political culture）は、政治学における概念のひとつ。ある政治体制や国家に固有な政治に関わる文化であり、その体制の背後にあって体制を支えているものとみなされている。従ってこのような政治文化が政治体制を規定するという考えに立てば、体制が変動する際、政治文化が変化すれば変動は容易である。同様に体制が変動しても政治文化が変化しない場合、変動後の体制は根付きにくく再び変動する可能性が高くなる。しかしながら政治文化はその体制内に存在する人々に数世代にわたって共有されているものなので、体制以上に変化しにくいものでもある。

## アーモンド／ヴァーバの政治文化論
政治文化に関する研究は、アメリカの比較政治学者、ガブリエル・アーモンドとシドニー・ヴァーバが有名である。アーモンドとヴァーバは政治システム論を比較政治学に導入したうえで、政治システム間の入力・出力などの作用（パフォーマンス）の差異を説明するものの一つとして政治文化を考えた。彼らによると、文化とは社会的対象に対する心理的指向である。これに基づいて政治文化は、政治的対象に対する心理的指向と定義される。すなわち、政治文化とはその政治システムの構成員が政治に対してどのような態度・関心を持っているかによって決まる。その上で政治文化は未分化型・臣民型・参加型の3種類に分類される。これらの分類は政治システムの機能、すなわち入力と出力のどの部分にどのような態度を示すかによってなされる。これらの3つの型はいわゆる理念型（もしくはモデル）であり、実在の政治システムは3つの型の要素を併せ持っている。例えばアーモンドとヴァーバの行った5ヵ国の政治文化に関する調査では、アメリカおよびイギリスの政治文化は参加型と臣民型の混合形とされている。
未分化型とは入力にせよ出力にせよ、政治システムあるいは政治に関して明確な態度・関心・指向を示さない政治文化のあり方である。従って政治に参加するものとしての自己への指向もない。典型的には、政治的・経済的・社会的役割が分化していない前近代的な社会に見られる。例えばアフリカの部族社会における政治文化はこれに近い。
臣民型の政治文化においては、構成員は次のような指向を示す。人々は政治システムへの入力、すなわち政治システムに対して利益を表明して要求を行う過程には関心を持たない。そのかわり、政府が下した決定の内容とそれをどのように施行するのかという出力に関心を持つ。従って、自身が政治に参加していくという意識はほとんど持たない。
参加型の政治文化では、人々は出力のみならず入力にも関心を持つ。従って、自身が政治に参加しているという意識が強い。すなわち、要求を行うことで政府の行動に影響を与えることができると考えている。
既に上述したように、一定の政治文化が体制に影響を与えるという仮定が政治文化論の前提として存在する。この観点からすると、参加型の政治文化は臣民型・未分化型のそれに比べて民主主義体制との親和性が高い。